# Künstliche Intelligenz in der Pflege
Künstliche Intelligenz (KI) in der Pflege ist ein Sammelbegriff für Technologien, die den Pflegealltag unterstützen sollen. Er steht für einen wachsenden Teilbereich der künstlichen Intelligenz. Hauptziele sind die Steigerung der Versorgungsqualität, die Unterstützung von Pflegekräften bei komplexen Entscheidungsprozessen und die Reduktion des Dokumentationsaufwands. Beispiele für unterstützende Pflegetechnologien sind Spracherkennung und Übersetzung, mobile Dokumentation und Risikoprognose für Sturzereignisse bei geriatrischen Patienten.
Ein zentrales Anliegen von KI-gestützten Pflegetechnologien ist es, Pflegefachpersonen und Pflegebedürftige frühzeitig auf Risiken oder Gefahren hinzuweisen und präventive Maßnahmen zu fördern, ohne dabei die pflegerische Verantwortung vollständig zu übernehmen. Vom BMBF geförderte Forschungsprojekte wie   AI4CARE setzen sich für eine evidenzbasierte, ethische und praxistaugliche Integration von KI in die Pflege ein.
Ein verwandter Teilbereich der künstlichen Intelligenz ist die künstliche Intelligenz in der Medizin.

## Anwendungen
KI-gestützte Pflegetechnologien kommen in unterschiedlichen Formen zum Einsatz:

### Pflegeplanung und Dokumentation
KI-gestützte Spracherkennung zielt darauf ab, die Dokumentationslast von Pflegekräften zu reduzieren. Spracherkennungssysteme erleichtern die Dokumentation durch Sprachbefehle. Konkrete Beispiele sind automatisierte Dokumentation und Materialverwaltung. KI-gestützte Pflegetechnologien unterstützen Pflegekräfte bei der Pflegeplanung, indem sie mittels maschinellem Lernen Vorschläge für Maßnahmen auf Basis elektronischer Patientenakten und Assessments macht. Diese Technologien können sowohl im ambulanten Bereich als auch im Krankenhaus bei der stationären Pflege eingesetzt werden.

### Klinische Entscheidungsunterstützung
Frühwarnsysteme analysieren Patientenakten, um Risiken frühzeitig zu erkennen. Sensoren in Betten können beispielsweise Feuchtigkeit messen und Pflegekräfte informieren. Andere KI-Modellen können anhand von Vitalzeichenüberwachung mögliche Komplikationen frühzeitiger erkennen, wie z. B. Sepsis (Blutvergiftung) auf Intensivstationen.
Ein Beispiel für KI-gestützte Pflegetechnologien ist die Früherkennung eines Sturzrisikos in der Sturzprävention. KI-gestützte Systeme können mithilfe von Sensoren und Videoanalysen individuelle Risikoprofile erstellen (z. B. Ganganalyse mittels Schrittlänge und Ganggeschwindigkeit per Smartphone). ¹

### Direkte Patientenversorgung und Gesundheitsüberwachung
In der ambulanten Pflege unterstützen KI-basierte Chatbots die Kommunikation zwischen Patientinnen, Patienten und Pflegepersonal, indem sie Fragen zu Krankheiten, Behandlungen und Medikamenten beantworten, an Termine erinnern und die Medikamenteneinnahme überwachen.

### Robotik und Assistenzsysteme
Pflegeassistenzroboter wie „Pepper“ oder „GARMI“ helfen bei alltäglichen Aufgaben, z. B. beim Heben von Patienten oder der Ausgabe von Medikamenten. Altersgerechte Assistenzsysteme unterstützen ältere Menschen dabei, ein unabhängiges Leben zu führen.
KI-gestützte Robotik kann Pflegekräfte bei alltäglichen Aufgaben unterstützen, zum Beispiel bei der Mobilisation von Patientinnen und Patienten oder der Überwachung von Vitalparametern. Frühere Projekte wie KI@Home erforschten den Einsatz selbstlernender Systeme für das altersgerechte Wohnen.
Eine Studie zu Wahrnehmungen und Erfahrungen von Pflegekräften im Umgang mit Robotern zeigt, dass die Pflege Roboter als Unterstützung bei der Arbeit wahrnehmen können, für eine fundierte Evidenzlage sind jedoch noch  nicht genügend Erfahrungswerte von Pflegekräften vorhanden. Als Bedenken des Pflegepersonals wurde Haftung, ethische Fragen und Patientensicherheit genannt.

## Vorteile und Versprechen von Künstlicher Intelligenz in der Pflege
Die Vorteile und Versprechen von Künstlicher Intelligenz in der Pflege fokussieren sich auf vier Qualitätsindikatoren: 1. spürbare Arbeitsentlastung; 2. Reduktion der Dokumentationszeit; 3. Verbesserung der Versorgungsqualität; 4. Verbesserung der Digitalisierung in der Versorgung.

## Herausforderungen
Eine gemeinsame Herausforderung ist die  Umsetzung in den Klinikalltag. Die Integration von KI-basierten Lösungen in die Gesundheitsversorgung erfordert eine sorgfältige Planung, die Unterstützung der Infrastruktur und die Schulung von Fachkräften im Gesundheitswesen. Die  Überwindung technologischer Barrieren und die Sicherstellung  der nahtlosen Übernahme von KI-Tools in die Pflege ist ein komplexer und zeitaufwändiger Prozess, der nur mit Einbezug der Pflege und weiterer wichtiger Akteur:innen geschaffen werden kann.
Es gibt einen Mangel an Erkenntnissen über die Effektivität und Anwendung von KI-Systemen in realen Szenarien. Künftiger Forschung wird empfohlen, eine stärker pflegerelevante Perspektive auf Ziele, Ergebnisse und Nutzen einzunehmen.
Ethische Herausforderungen  beinhalten vor allem Fragen zur Gleichbehandlung von unterschiedlichen Patientinnen und Patienten, zu Sicherheitsfragen, zur Korrektheit der Ergebnisse und Entscheidungsbefugnis der Pflegekräfte. Eine Studie zu Fairness von KI-gestützten Modellen in der Sturzprävention stellt fest: KI ist nicht per se „neutral“  – sie kann bestehende Ungleichheiten reproduzieren oder verstärken. Für die Entwicklung und den Einsatz fairer KI in der Pflege ist daher ein interdisziplinäres Vorgehen nötig, das auch soziodemografische Faktoren einbezieht.